# William Carrick
William Carrick (ryska: Вильям Андреевич Каррик), född 31 december 1827 i Edinburgh, död 11 november 1878, var en skotsk-rysk konstnär och fotograf. 

## Biografi
William Carrick var son till Andrew Carrick (död 1860), en timmerhandelsman, och Jessie, född Lauder. När William endast var några veckor gammal reste familjen till hamnen i Kronstadt i Finska viken. Andreas bedrev handel i denna hamn under en tid, och familjen skulle stanna där i 16 år.
År 1844 flyttade familjen till St Petersburg. Där började William studera vid S:t Petersburgs konstakademi, och han studerade arkitektur för den berömda Alexander Brullov. År 1853 hade han avslutat sina studier och flyttade till Rom för att genomföra ytterligare studier. Trots att hans familjs verksamhet kollapsade under Krimkriget 1856 återvände William Carrick till St Petersburg för att bli fotograf. Men på sommaren året därpå reste han till Edinburgh för att få mer erfarenhet av fotografering. Där träffade han den fotografiska teknikern John MacGregor.
Redan i oktober 1857 återvände han, med MacGregor, till Ryssland. Han öppnade en studio (eller ateljé) på Malaya Morskaya-gatan 19 i St Petersburg, och MacGregor blev hans assistent. Carrick gjorde snabbt ett namn för sig själv. Han hade en förmåga att ta bilder av den ryska vardagen och hans arbete var banbrytande för den ryska etnografiska fotografin. Han erhöll stöd av storhertig Konstantin Nikolajevitj av Ryssland, som gav honom en diamantring 1862. År 1865 anlitade greve Mihály Zichy Carrick för att ta bilder av sina akvareller, i syfte att sälja dessa reproduktioner. Carrick gjorde liknande affärer med andra konstnärer som Ivan Kramskoj, Viktor Vasnetsov och Nikolaj Ge. Året efter hans död publicerades många av dessa bilder i hans album av ryska konstnärer.
Carrick och MacGregor gjorde flera expeditioner till landsbygden, bland annat gjorde de år 1871 en månadslång resa till Simbirskprovinsen. Han gjorde under denna tid en stor samling av fotografier som skildrade livet för ryska och mordvinska bönder. År 1872 dog hans kollega MacGregor men trots detta fortsatte Carrick hans arbete. År 1876 blev han fotograf för Konstakademin, och fick en studio i akademin för sitt arbete. En utställning av hans verk hölls i den ryska huvudstaden 1869, följt av utställningar i London (1876) och Paris (1878).
Carrick dog av lunginflammation, i St Petersburg den 11 november 1878. William Carrick noterades i Ryssland för sin längd, vilket var 6 fot och 4 tum. Han var gift med Aleksandra Grigorievna Markelova (1832-1916). Tillsammans fick de två söner, Dmitrij och Valerij. Aleksandra hade en son, Grigorij, från ett tidigare äktenskap. Carrick utbildade Grigorij till fotograf medan Valerij blev en berömd karikatyrtecknare. Hans fru Aleksandra, med smeknamnet Sasjura, var en liberal och nihilist, och under en tid den enda kvinnliga journalisten i Peterburskie Vedomosti ("S: t Petersburg Times").

## Galleri

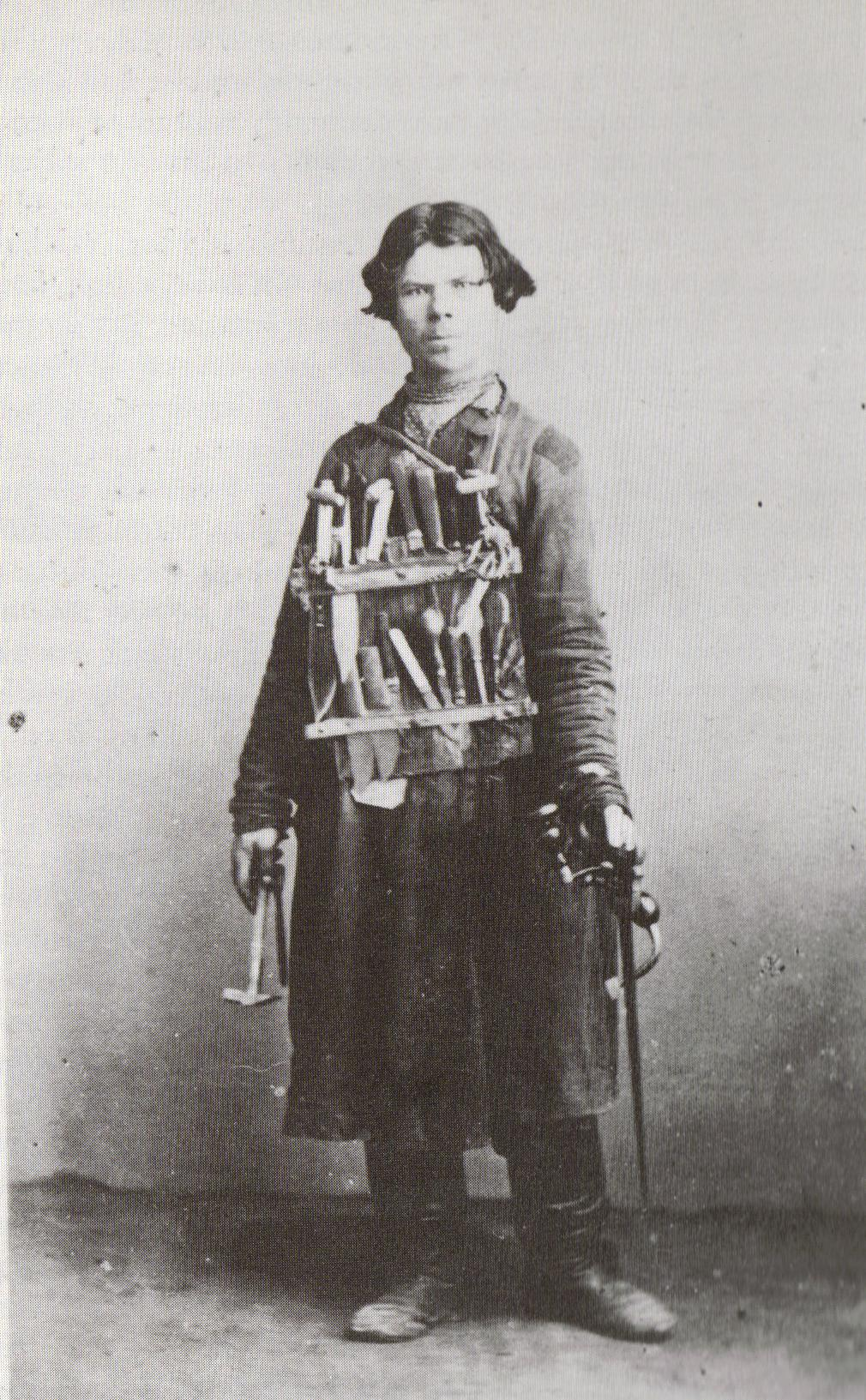
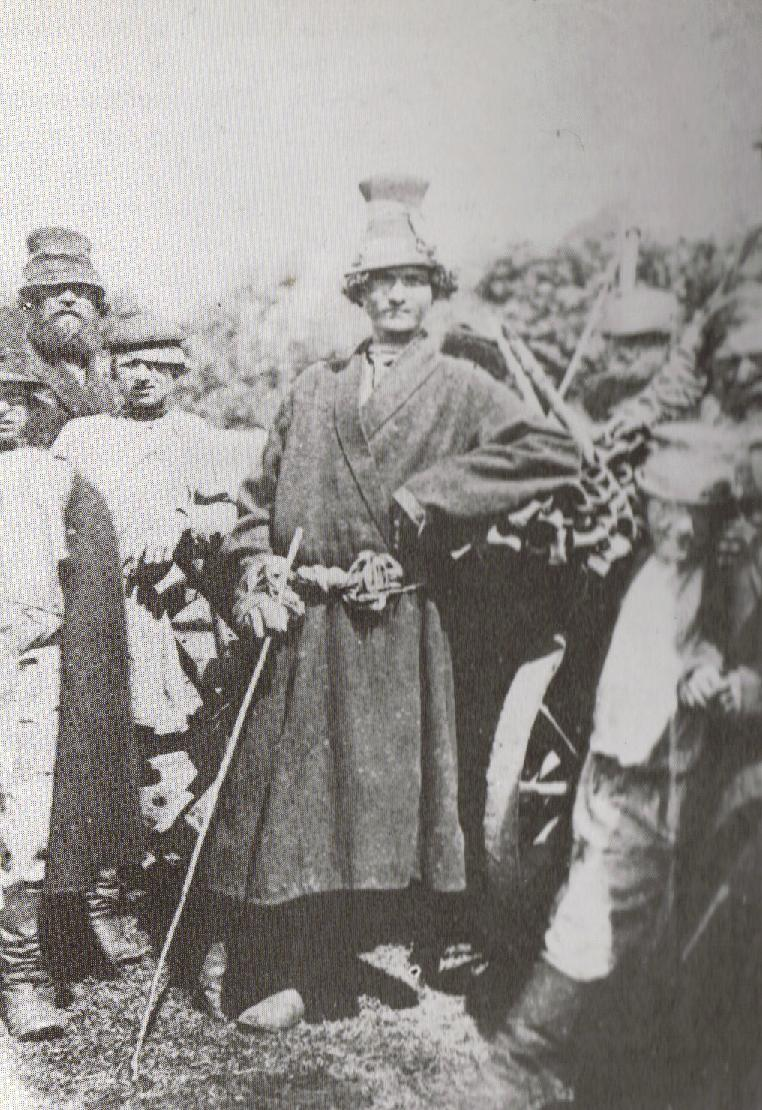
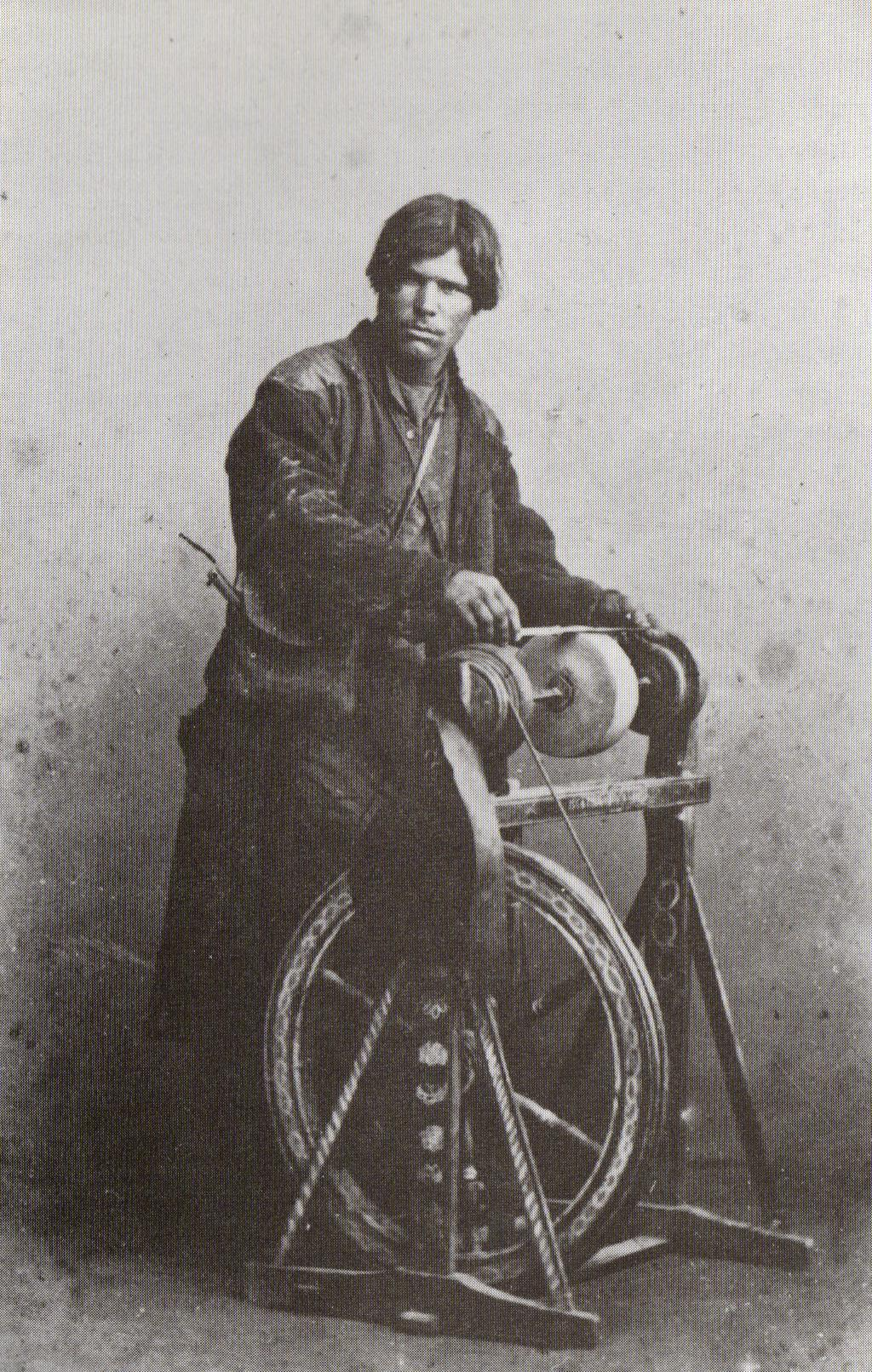
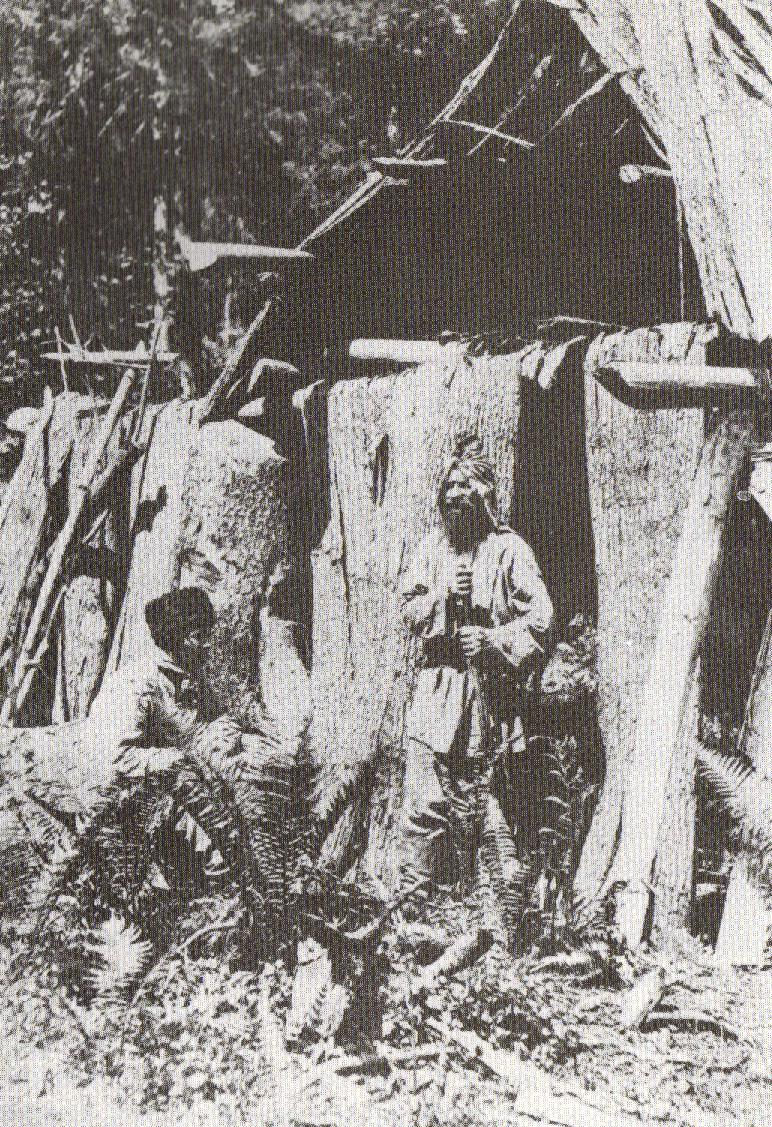

Några av Carrick's bilder: